# Vitālijs Astafjevs
Vitālijs Astafjevs (Riga, 1971. április 3. –) lett válogatott labdarúgó, jelenleg a Skonto Rīga segédedzője.

## Pályafutása
Pályafutását a Skonto csapatában kezdte 1992-ben, mely csapatban több alkalommal is megfordult. Éveken keresztül játszott külföldön, így megfordult az Austria Wien és a Bristol Rovers az Admira Wacker és a Rubin Kazany együtteseiben. Ezután visszatért Lettországba a Skontohoz.
Karrierje vége felé még eltöltött egy kis időszakot a JFK Olimps, a Ventspils és újból a Skonto tagjaként.
A lett labdarúgó-válogatottban 1992-ben debütált, amikor újraalakult a válogatott. Nem kis érdemei voltak abban, hogy a lettek nagy meglepetésre kijutottak a 2004-es labdarúgó-Európa-bajnokságra. A nemzeti csapatban 167 alkalommal szerepelt és 16 gólt szerzett. Ő az európai rekorder a válogatottságok számát tekintve.
Utolsó válogatottbeli mérkőzésére 2010. november 17-én került sor egy Kína elleni barátságos mérkőzésen.

## Díjai, sikerei
Balti kupa (3)
- 1993, 1995, 2008

Lett bajnok (8)
- 1992, 1993, 1994, 1995, 1997, 1998, 1999, 2010

Lett kupa (4)
- 1992, 1995, 1997, 1998

A Virsliga gólkirálya (1)
- 1995

Az év lett labdarúgója (3)
- 1995, 1996, 2007

## Külső hivatkozások
- national-football-teams.com